# 1País
1País è una coalizione di partiti politici fondata in Argentina in occasione delle elezioni parlamentari del 2017. Ad essa hanno preso parte:
- Fronte Rinnovatore (Frente Renovador - FR);
- Partito GEN (Generación para un Encuentro Nacional - GEN);
- Movimento Libero del Sud ( Movimiento Libres del Sur - LdS);
- Politica Aperta per l'Intregità Sociale (Política Abierta para la Integridad Social - PAIS).

La formazione si è presentata nella capitale federale (4,9% dei voti) e in 10 province: Buenos Aires (11%), Chaco (2,9%), Corrientes (14,8%), Jujuy (9,5%), Misiones (1,9%), Neuquén (1,8%), San Juan (4,8%), Santa Cruz (4,2%), Santa Fe (4,5%) e Santiago del Estero (9,1%). La coalizione ha ottenuto 4 seggi, tutti conseguiti nella provincia di Buenos Aires.